# Régnié-Durette
Régnié-Durette – miejscowość i gmina we Francji, w regionie Owernia-Rodan-Alpy, w departamencie Rodan.
Według danych na rok 1990 gminę zamieszkiwało 910 osób, a gęstość zaludnienia wynosiła 78 osób/km² (wśród 2880 gmin regionu Rodan-Alpy Régnié-Durette plasuje się na 831. miejscu pod względem liczby ludności, natomiast pod względem powierzchni na miejscu 998.).
W Régnié-Durette urodził się wikariusz apostolski Nowej Kaledonii Claude-Marie Chanrion SM.